# نمر الأناضول
النمر الأناضولي Anatolian Leopard أو النمر الفارسي Persian leopard أو النمر القوقازي Cuacasian leopard واسمه العلمي Panthera pardus tulliana.
النمر الأناضولي من الحيوانات الثديية اللاحمة (آكلات اللحوم) والتي تتبع عائلة السنوريات (القططيات)، وهي إحدى سُلالات النمور التي تستوطن غرب القارة الآسيوية، وخاصة في منطقة الأناضول التركية، وتعتبر من الحيوانات المُهددة بالانقراض بشدة.

## الصفات
تنمو النمور الأناضولية البالغة إلى طول 200-250 سنتيمترًا، ويصل وزنها إلى تسعين كيلوجرامًا، ويصل عمرها إلى حوالي 20 عامًا.

## الغذاء
يتغذى النمر الأناضولي على الأيائل والماعز الجبلي والخنازير البرية والطيور وكذلك الماشية.

## الانتشار
كان النمر الأناضولي ينتشر في آسيا الصغرى التركية، وفي جورجيا وسوريا ولبنان وشمال فلسطين.

## وضعه في البرية
يرجع آخر تسجيل موثوق لهذا النمر إلى يناير 1974 عندما تم قتل نمر أناضولي، بعد قِيامه بمهاجمة امرأة في قرية باجزي، قرب مدينة بيبازاري في وسط تركيا. كما تذكر التقارير العِلمية أن النمر الأناضولي كان يعيش في منطقة الجليل في شمال فلسطين حتى أوائل الثمانينات من القرن العشرين.
ورغم أن بعض علماء الحيوان يُرجحون انقراض هذا النمر، إلا أن عُلماء حيوان آخرين يُقدرون وجود 10-15 نمراً أناضولياً في البرية. ففي عام 2001 تمت رؤية نمر قرب مدينة موت في جبال طوروس، وكذلك نمر آخر في منطقة شرق البحر الأسود. وفي عام 2003 تم تصوير نمر عن بُعد في مُتنزه فاشلوفاني الوطني في جورجيا. وفي عام 2004 تمت رؤية نمر في هضبة بوكوت، شرق منطقة البحر الأسود.و تم مشاهده النمر في جبل شيرين بقرية فوستان في اربيل في عام 2024.

## التهديدات
وُضع النمر الأناضولي على اللائحة الدولية للحيوانات المُعرضة للانقراض بشدة، ويُمنع صيده والإتجار به حسب القوانين الدولية. وقد قلت أعداده في البرية بشدة، بسبب المُلاحقة والصيد والقتل. وتذكر المصادر أن صياداً واحداً في تركيا قام وحده بقتل أكثر من 15 نمراً - ورُبما خمسين - بواسطة التسميم، في الفترة ما بين الخمسينات والسبعينات من القرن العشرين.

## وصلات خارجية
- النمر الأناضولي (بانثرا باردوس توليانا، فالنسينس 1856).
- النمر الأناضولي في اللائحة الحمراء العالمية للحيوانات المُهددة بالانقراض.
- النُمور في فلسطين.